# Сан-Марино на зимових Олімпійських іграх 2022
Збірна Сан-Марино взяла участь у зимових Олімпійських іграх 2022, що тривали з 4 до 20 лютого в Пекіні (Китай).
Збірна складалася з двох гірськолижників (по одному кожної статі). Маттео Гатті і Анна Торсані як єдині представники своєї країни несли її прапор на церемонії відкриття.

## Спортсмени
Кількість спортсменів, що взяли участь в Іграх, за видами спорту.
| Вид спорту          | Чоловіки | Жінки | Загалом |
| ------------------- | -------- | ----- | ------- |
| Гірськолижний спорт | 1        | 1     | 2       |
| Загалом             | 1        | 1     | 2       |

## Гірськолижний спорт
Від Сан-Марино на ігри кваліфікувалися один гірськолижник і одна гірськолижниця, що відповідали базовому кваліфікаційному критерію.
| Спортсмен    | Дисципліна                    | 1-й спуск | 1-й спуск | 2-й спуск    | 2-й спуск    | Сума         | Сума         |
| Спортсмен    | Дисципліна                    | Час       | Місце     | Час          | Місце        | Час          | Місце        |
| ------------ | ----------------------------- | --------- | --------- | ------------ | ------------ | ------------ | ------------ |
| Маттео Гатті | Гігантський слалом (чоловіки) | 1:20.40   | 49        | DSQ          | DSQ          | DSQ          | DSQ          |
| Маттео Гатті | Слалом (чоловіки)             | 1:08.52   | 49        | 1:03.41      | 44           | 2:11.93      | 43           |
| Анна Торсані | Гігантський слалом (жінки)    | 1:13.89   | 58        | 1:15.37      | 48           | 2:29.26      | 47           |
| Анна Торсані | Слалом (жінки)                | НФ        | НФ        | Не потрапила | Не потрапила | Не потрапила | Не потрапила |